# 葛洛莉雅·蓋諾
葛洛莉雅·蓋諾（英語：Gloria Gaynor，1943年9月7日—），原名葛洛莉雅·福爾斯（Gloria Fowles），生於美國新澤西州紐華克，美國歌手，以詮釋迪斯可樂風的歌曲聞名，最著名的單曲有《I Will Survive》及《Never Can Say Goodbye》等。

## 早期职业生涯
Gaynor是1960年代爵士和R&B音乐乐队Soul Satisfiers的歌手。1965年，她为约翰尼·纳什（Johnny Nash）的“Jocida”唱片公司录制了“She'll Be Sorry/Let Me Go Baby”（第一次以Gloria Gaynor的名义）。她第一次真正的成功是在1973年，当时她被克莱夫戴维斯签下哥伦比亚唱片公司。其成果是发行了翻牌单曲“蜜蜂”。

## 外部連結
- 官方网站
- 葛洛莉雅·蓋諾在互联网电影资料库（IMDb）上的資料（英文）
- 葛洛莉雅·蓋諾在Allmusic上的頁面
- Gloria Gaynor interview